# Julio Acuña
Julio Heber Acuña Alegre (Lascano, 11 dicembre 1954) è un ex calciatore uruguaiano, di ruolo portiere.

## Carriera

### Club
Ha giocato in diverse squadre dell'Uruguay e del Cile.
In Uruguay ha militato con Montevideo Wanderers (1981-1982), Defensor Sporting (1983), Racing de Montevideo (1993-1995).
In Cile ha difeso i colori del Cobresal (1984-1992).

### Nazionale
Con la Nazionale uruguaiana ha preso parte alla Copa América 1983, vincendola.